# Enicospilus asiaticus
Enicospilus asiaticus är en stekelart som beskrevs av Meyer 1930. Enicospilus asiaticus ingår i släktet Enicospilus och familjen brokparasitsteklar. Inga underarter finns listade i Catalogue of Life.